# شاتنی، ان
شاتنی، ان (به فرانسوی: Châtenay) یک کمون در فرانسه است که در Canton of Chalamont واقع شده‌است.

## خصوصیات
شاتنی ۱۴٫۹۵ کیلومترمربع مساحت و ۳۳۷ نفر جمعیت دارد و ۳۰۰ متر بالاتر از سطح دریا واقع شده‌است.